# کوپروباشی (مانیسا)
کوپروباشی (به ترکی استانبولی: Köprübaşı) یک منطقهٔ مسکونی در ترکیه است که در استان مانیسا واقع شده‌است. کوپروباشی ۲۵۳ متر بالاتر از سطح دریا واقع شده‌است.